# Politistat
En politistat er betegnelsen for et samfund, hvor politiet eller militæret har adgang til at foretage anholdelser, ransagninger og afhøringer uden særlig begrundelse; i sådan et samfund kan myndighederne fængsle folk i ubegrænset tid uden rettergang og dom. Disse magtbeføjelser kan være indført lovligt ved bestemmelser i samfundets forfatning, eller som følge af undtagelsestilstand, men kan også være iværksat i forbindelse med statskup eller lignende lovbrud.
Daniel Defoe kaldes "politiagenternes far". Ca. 1700 rejste han rundt i England og opbyggede et netværk af agenter, der definerede det moderne begreb spionage: Hver agent skulle se ud som en almindelig borger og forblive ukendt for andre agenter. Faktisk dannede Defoes netværk grundlaget for nutidens British Secret Service. Netværket beviste sin værdi ved at spille en vigtig rolle i foreningen af England og Skotland til ét rige, Storbritannien, i maj 1707.
Oftest bryder politistaten sammen inde fra; det sker, når politi og militær ikke længere er loyale overfor regeringen. Det skete f.eks. i Grækenland i 1974, efter at den græske hær havde måtte se passivt til, mens Tyrkiet invaderede Cypern, hvad der fik "oberstregimet" til at bryde sammen. I andre situationer skal der en invasion fra en fremmed stat til, før politistaten bliver bragt til ende, sådan som det skete, da Vietnam invaderede Cambodja i 1979 og omstyrtede Khmer Rouge-regimet.

## Eksempler på politistater

### Sovjetunionen
Sovjetunionen har i perioder være kendetegnet som politistat – dog skete en nedtrapning under Khrusjtjov med afstalinisering og under Gorbatjov med Perestrojka. Økonomisk frihed, rejser, uddannelse, ytringsfrihed og andre friheder fandtes i højere grad på papiret end i praksis; næsten alle betydelige aktiviteter måtte have en tilladelse, der skulle søges hos myndighederne. De statslige myndigheder, primært efterretnings- og statens sikkerhedstjeneste NKVD og derefter KGB, overvågede intensivt offentlige og private sovjetiske borgeres liv, og politiske modstandere (Systemkritikere) blev udsat for statslig undertrykkelse og alvorlig straf, tortur (Lubjanka), skydning eller deportation til straffekolonier som "Gulag".
Disse totalitære kontroller og tvangsforanstaltninger blev udført af stats- og generalsekretærerne for det Kommunistiske Parti Stalin og Bresjnev, og dissidenterne kom i psykiatriske fængsler. Under Khrusjtjov og senere, især under Gorbatjov (glasnost), blev der dog givet en vis kulturel, politisk og personlig frihed. Efter stalintiden opstod en systemkritisk undergrund, der udgjordes af blandt andet forbudte skrifter og litteratur (samizdat), og en politiske humor blomstrede op.

### DDR
Før Berlinmurens fald repræsenterede den Tyske Demokratiske Republik en klassisk politistat (med det særlige kendetegn velfærdsstaten som overvågningsstat). Stasi førte tilsyn med alle områder af samfundet i Østtyskland og begravede alle aktuelle eller potentielt "subversive" personer og aktiviteter i utallige retsakter. Stasi ansatte anslået ca. 100.000 uofficielle medarbejdere. Der var flere tusinde politiske fanger..

### Nordkorea
Nordkorea under det stalinistiske Arbejderparti Korea er en stærkt autoritær politistat og et af de lande, hvor menneskerettigheder regnes mindst. Kritik af ledelsen straffes hårdt. Medierne er fuldstændig kontrolleret af staten, uautoriseret sammenkomster er forbudte, undertrykkelse af personlig frihed så fuldstændig, som det er muligt for en stat. Nordkoreanerne har ikke tilladelse til at forlade landet.
I poltistater kan man finde arbejdslejre, hvor politiske fanger er anbragt. Selv gravide kvinder bliver tvunget ind i disse lejre til langt og hårdt arbejde. De indsatte er prisgivet vagterne, og der er rapporter om tortur. Fanger dør af tortur, sult eller bliver henrettet for mindre forseelser. Henrettelser finder ofte sted offentligt. Vestlige hjælpeorganisationer antyder, at omkring 200.000 mennesker er tilbageholdt (i 2005), og der omkommer omkring 10 til 20 % om året på grund af elendige opbevaringsforhold eller henrettelser. Få vidner som f.eks Kang Chol-Hwan eller Lee Soon-ok, der har formået at flygte fra lejrene i Nordkorea, har aflagt rapporter om menneskelige eksperimenter på fanger med gasser eller virus. Religionsfrihed findes ikke i Nordkorea. 

## Politistaten i fiktiv kultur
I George Orwell's roman 1984 skildres en fiktiv politi- eller overvågningsstat, der overvåger og undertrykker indbyggerne i Storbritannien. Det var denne roman, der indførte udtrykket "Big Brother" (på dansk Store Broder (1984).
I filmen V for Vendetta spiller politistaten en stor rolle. Magten er hos politiet, der straffer hårdt for at være modstander af regeringen. Hovedpersonen kalder sig Guy Fawkes, opkaldt efter en af hovedmændene i en katolsk sammensværgelse, Krudtsammensværgelsen. Planen var at knuse den engelske protestantiske elite ved at sprænge kong Jakob 1. af England og begge parlamentets kamre i London i luften.
Science fiction-filmen Metropolis fra 1927 af Fritz Lang indeholder også konflikter mellem politistaten og befolkningen.

### Andre bøger og film om fiktive politistater
- Processen roman af den tjekkiske forfatter Franz Kafka fra 1925 (filmatiseret 1962 af Orson Welles).
- Fagre nye verden af Aldous Huxley fra 1932
- Kallocain dagbogsroman af Karin Boye fra 1940
- Fahrenheit 451 roman af Ray Bradbury fra 1953, (filmatiseret i 1966)
- Filmen Starship Troopers baseret på Robert A. Heinleins roman af samme navn fra 1959
- Judge Dredd tegneserie skabt i 1977 af forfatteren John Wagner and tegneren Carlos Ezquerra
- Star Wars filmunivers skabt af George Lucas i 1977, skildrer den galaktiske republiks forfald til en politistat.

## Ekstern henvisning
- Fredsakademiet (dansk)
- Evidence that USA becoming a police state (engelsk)